# Buena Vista (ville de Falcón)
Pour les articles homonymes, voir Buena Vista.
Buena Vista est la capitale de la paroisse civile de Buena Vista de la municipalité de Falcón de l'État de Falcón au Venezuela.